# Карл Александр (маркграф Бранденбург-Ансбаха)
Кристиан Фридрих Карл Александр Бранденбург-Ансбахский (нем. Christian Friedrich Karl Alexander von Brandenburg-Ansbach; 24 февраля 1736, Ансбах — 5 января 1806, близ Ньюбери) — последний маркграф франконских княжеств Бранденбург-Ансбах (с 3 августа 1757 по 16 января 1791) и Бранденбург-Байрейт (с 20 января 1769 по 16 января 1791), франконский генерал-фельдмаршал (30 мая 1764 — 7 ноября 1792).

## Биография
Родители Карла Александра — маркграф Карл Вильгельм Фридрих Бранденбург-Ансбахский и Фридерика Луиза Прусская, дочь короля Фридриха Вильгельма I и сестра короля Пруссии Фридриха II.
После внезапной смерти старшего брата Карла Фридриха Августа 9 мая 1737 года Карл Александр стал наследным принцем Ансбахского княжества. В 1748—1759 годах Карл Александр учился в Утрехте. Молодой граф фон Сайн (графство Сайн-Альтенкирхен в Вестервальде отошло Ансбаху ещё в 1741 году), Карл Александр совершил путешествия в Турин и Савойю. Предполагается, что в этих поездках Карл Александр заразился сифилисом, поскольку несмотря на два брака и многочисленные связи у него так и не было детей. 22 ноября 1754 года Карл Александр женился в Кобурге на Фридерике Каролине Саксен-Кобург-Заальфельдской (1735—1791), дочери герцога Франца Иосии Саксен-Кобург-Заальфельдского.
3 августа 1757 года Карл Александр был провозглашён маркграфом Бранденбург-Ансбаха. Хотя его резиденция размещалась в Ансбахе, Карл Александр преимущественно проживал в своём охотничьем имении Трисдорф, где были построены так называемый «Белый замок» — для его любовницы Гипполиты Клайрон, «Красный замок» — для него самого и вилла Ротунда — для его фаворитки и будущей супруги Элизабет Крейвен.
В 1758 году Карл Александр основал в Ансбахе фарфоровую мануфактуру и для оживления сельского хозяйства организовал импорт овец. В 1780 году Карл Александр учредил собственный банк, чтобы не отдавать денежные операции на откуп доминировавшим в то время еврейским банковским домам и оставлять доходы от них в маркграфстве. Карл Александр также получал доход от аренды королю Великобритании войск для британских колоний в Америке и Голландии и погашал за счёт этого государственный долг, который на момент его прихода к власти составлял пять миллионов гульденов. На момент отречения через 30 лет государственный долг всё ещё составлял 1,5 млн гульденов.

## Тайный договор о продаже княжеств Пруссии
В 1769 году Байрейтское княжество отошло Карлу Александру в соответствии с династическими нормами Гогенцоллернов. 16 января 1791 года Карл Александр заключил тайный договор с Пруссией и на его основании уступил ей свои княжества. Подготовка договора велась с 1790 года министром Карлом Августом фон Гарденбергом. Пруссия выплачивала маркграфу установленную договором пожизненную ренту в размере 300 тыс. гульденов и ввела оба княжества в свой состав как административный район Ансбах-Байрейт. 15 декабря 1805 года Ансбахское княжество отошло Франции в обмен на Ганноверское курфюршество и в 1806 году перешло в состав Баварского королевства, а в 1810 году — и Байрейтское княжество.
Первая супруга Александра Каролина Фридерика умерла 18 февраля 1791 года в Унтершванингене, куда маркграф «сплавил» её. 19 мая того же года маркграф покинул Трисдорф и отправился в Великобританию. 30 октября 1791 года Карл Александр женился в Лиссабоне на леди Элизабет Крейвен, дочери Августа Беркли, 4-го барона Беркли и вдове Уильяма Крейвена. Первый супруг леди Крейвен умер незадолго до этого. 2 декабря Карл Александр подписал в Бордо своё отречение. Вместе со второй женой уже как частное лицо Карл Александр отправился в Англию, где занимался разведением лошадей и приобрёл несколько поместий. Карл Александр умер от скоротечной «лёгочной болезни».